# Freistatt
Freistatt község Németországban, Alsó-Szászországban, a Diepholzi járásban. Lakosainak száma 449 fő (2023. december 31.).